# The Awakening (альбом GFriend)
The Awakening (с англ. — «Пробуждение») — четвертый мини-альбом южнокорейской гёрл-группы GFriend. Он был выпущен лейблом Source Music в цифровом и физическом виде 6 марта 2017 года и был распространен компанией LOEN Entertainment. Альбом состоит из шести песен, включая заглавный сингл «Fingertip».
Альбом достиг вершины в Gaon Album Chart и на 5-м месте в World Albums. Альбом продал более 70,000 физических копий по состоянию на апрель 2017 года.

## Коммерческий успех
Альбом дебютировало и достигло пика на вершине  Gaon Album Chart, в выпуске чарта от 5-11 марта 2017 года. За март 2017 года, было продано 64,802 физических копий. Альбом дебютировал на 5 строчке в World Albums США, как самый высокий дебютный рейтинг недели, заканчивающейся 25 марта 2017 года.
Четыре песни из альбома вошли в цифровой график Gaon в первую неделю: «Fingertip» дебютировал под номером 2, «Hear the Wind Sing» дебютировал на 34 строчке, «Rain in the Spring Time» на 94 строчке и «Please Save My Earth» на 99 строчке.

## Трек-лист
| №                   | Название                                                             | Текст песни         | Музыка                     | Arrangement         | Длительность |
| ------------------- | -------------------------------------------------------------------- | ------------------- | -------------------------- | ------------------- | ------------ |
| 1.                  | «Hear the Wind Sing» (바람의 노래; Baramui Norae)                    | Megatone Ferdy      | Megatone Ferdy             | Megatone Ferdy      | 3:35         |
| 2.                  | «Fingertip»                                                          | Iggy Youngbae       | Iggy Youngbae              | Iggy Youngbae       | 3:30         |
| 3.                  | «Contrail» (비행운:飛行雲; Bihaengun)                                | Mafly Keyfly        | Brian Choi 220 Erik Lidbom | Brian Choi 220      | 3:36         |
| 4.                  | «Please Save My Earth» (나의 지구를 지켜줘; Naui Jigureul Jikyeojwo) | MIO                 | MIO                        | MIO                 | 3:11         |
| 5.                  | «Rain In the Spring Time» (봄비; Bombi)                              | Mafly Keyfly        | Erik Lidbom Sophia Pae 220 | Erik Lidbom         | 3:28         |
| 6.                  | «Crush» (핑; Ping)                                                   | e.one               | e.one                      | e.one               | 3:22         |
| Общая длительность: | Общая длительность:                                                  | Общая длительность: | Общая длительность:        | Общая длительность: | 20:42        |

## Чарты
| Чарты (2017)                      | Высшая позиция |
| --------------------------------- | -------------- |
| Япония (Oricon)                   | 18             |
| Республика Корея (Gaon)           | 1              |
| Китайская Республика (Five Music) | 2              |
| США (Billboard)                   | 5              |

## Награды и номинации

### Музыкальные программы
| Песня       | Программа          | Дата            |
| ----------- | ------------------ | --------------- |
| «Fingertip» | The Show (SBS MTV) | 14 марта, 2017  |
| «Fingertip» | The Show (SBS MTV) | 11 апреля, 2017 |